# Thomas Lamboley
Pour les articles homonymes, voir Lamboley.
Pas d'image ? Cliquez ici

a Compétitions nationales et continentales officielles uniquement.

b Matchs officiels uniquement.
Dernière mise à jour le 12 juillet 2022.
Thomas Lamboley, né le 27 juillet 1990 à Paris, est un joueur de rugby à XV international hongkongais évoluant au poste de troisième ligne centre. Après avoir été formé au Stade toulousain, il a notamment évolué au Valley RFC à Hong Kong.
Il est le frère de l'international français Grégory Lamboley.

## Biographie
Thomas Lamboley grandit en région parisienne. Il joue alors dans plusieurs clubs du Val-de-Marne, avant de rejoindre le Stade toulousain, où joue son frère.

## Carrière en rugby à XV
Thomas Lamboley joue une saison au St. Mary's College Rugby Football Club — ancien club notamment de Trevor Brennan — dans le cadre de ses études à la Toulouse Business School puis évolue lors de la saison 2011-2012 avec les espoirs du Stade toulousain, avant de jouer une saison avec le club de Fédérale 1 du FC TOAC TOEC.
Thomas Lamboley part ensuite à Hong Kong, d'abord pour une opportunité professionnelle, avant de reprendre sa carrière professionnelle, dans l'un des plus prestigieux clubs hongkongais, le Valley RFC, ce qui l'amène par la suite à jouer dans la sélection hongkongaise. Il fait ses débuts internationaux le 15 novembre 2016, avec une performance remarquée de numéro 8 titulaire lors de la victoire 34-11 contre le Zimbabwe.
Il évolue principalement au poste de troisième ligne centre.